# Skriba Máté
Skriba Máté (Celldömölk, 1992. március 13. –) magyar labdarúgó. Posztját tekintve csatár. Jelenleg az Újbuda FC labdarúgója.

## Sikerei, díjai
- Magyar bajnokság
  - 3.: 2008–09